# タング族
タング族（タングぞく、Tangu）は、パプアニューギニアに住む少数民族。

## 居住地
ニューギニアはマダン地方北部のボギア湾（Bogia）から24km程度の奥地に住んでいる。海岸平野が終わって、森林に覆われた急な崖が鋭くそびえ立つところである。

## 生活
賃金労働者として働くものもいるが、ほとんどの男子は昔ながらの耕作、狩猟、食糧採集の仕事を営む。主な道具と武器は、掘り棒、斧、手斧、槍、小刀がある。
家は杭上式。家と畑は接近し、4～5棟の家が中央の祭りの広場を囲む形で小村落を構成している。声またはくりぬき型の太鼓で、伝達を行っている。

## 宗教
部族民は以前さまざまな共通の信念に忠実に生きているが、昔からの考え方や信仰はかなり失われている。キリスト教が入っているが、伝統宗教に執着している者の数も多い。一時船荷信仰が社会を支配したこともある。